# Artèria radial
En l'anatomia humana, l'artèria radial és l'artèria principal de l'avantbraç.